# Zlatenek
Zlatenek – wieś w Słowenii, w gminie Lukovica. W 2018 roku liczyła 46 mieszkańców.